# Felix Sproß
Felix Sproß (* 23. März 1997 in Minden) ist ein deutscher Handballspieler. Er ist 1,83 m groß und wiegt 82 kg.

## Leben
Sproß ist Sohn des ehemaligen Handballspielers und Trainers Joachim Sproß und wurde in der ostwestfälischen Stadt Minden geboren. Er fand schon früh Interesse am Handball. Als junger Mann wurde er durch seinen Vater zu den Handballspielen mitgenommen. Er verließ mit 15 Jahren die Schule um in ein Handball-Internat zu gehen. Sproß studiert Psychologie und hat bereits ein erfolgreich abgeschlossenes Bachelor-Studium (Kommunikation und Dokumentation).
Sein Vater Joachim spielte für den TSV Bayer Dormagen, den TSV GWD Minden und den TuS Nettelstedt in der Handball-Bundesliga.

## Sportliche Karriere
Sproß, der ab 2017 für den deutschen Verein HSC 2000 Coburg (Rückennummer 8) spielte, wird auf der Position Linksaußen eingesetzt. Zuvor war er in der Schweiz beim RTV 1879 Basel, TV Birsfelden in der Jugend sowie später beim TV Kirchzell und dem TV Großwallstadt.
Sproß stand in der Saison 2021/22 beim schwedischen Erstligisten IFK Ystad HK unter Vertrag. Nachdem der Verein am Saisonende abgestiegen war, schloss er sich dem Erstligaaufsteiger Olympic/Viking Helsingborg HK an. Seit der Saison 2023/24 steht er beim deutschen Verein HSG Konstanz unter Vertrag.